# John Keel
John Alva Keel, născut Alva John Kiehle (25 martie 1930, Hornell, New York – 3 iulie 2009, New York NYC) a fost un jurnalist american și un ufolog influent cel mai bine cunoscut ca fiind autorul cărții din 1975 The Mothman Prophecies (Profețiile omului-molie - ecranizată în 2002).

## Viața și cariera
Keel s-a născut în Hornell, New York, tatăl său fiind liderul unei mici trupe muzicale. Părinții săi s-au despărțit și Keel  a crescut alături de bunicii săi. A fost interesat de magie (iluzionistă), iar prima sa povestire, publicată într-o revistă pentru magicieni, a scris-o la vârsta de 12 ani. A renunțat la școală la 16 ani după ce a studiat toate cursurile de știință. Mai târziu  a lucrat drept colaborator independent al unor ziare, ca scenarist pentru emisiuni de radio și televiziuni locale și ca autor al unor articole pulp cum ar fi "Are You A Repressed Sex Fiend?". A servit în armata SUA în timpul războiului din Coreea ca membru al American Forces Network din Frankfurt, Germania. Keel  a susținut că în timp ce se afla în armată a activat ca scriitor de propagandă pentru războiul psihologic. După ce a părăsit armata, a fost corespondent străin de radio în Paris, Berlin, Roma și Egipt. În 1957, a publicat Jadoo, o carte care descrie timpul său petrecut în Egipt și în India unde a investigat trucul indian cu frânghia și pe legendarul Yeti. În 1966 a produs romanul spoof cu "spioni și supereroi"  The Fickle Finger of Fate (Degetul nestatornic al soartei). Influențat de scriitori precum Charles Fort,  a început să contribuie la articole din Flying Saucer Review și s-a dedicat total investigațiilor unor relatări privind OZN-urile. Keel a analizat ceea ce el a denumit ca fiind "ferestre" sau "valuri"  de relatări privind OZN-uri, concluzionând că un număr disproporționat de cazuri au loc în zilele de miercuri și de sâmbătă. Fiind membru al Ghildei Scenariștilor, Keel  ar fi scris scenariile serialelor TV Get Smart, The Monkees, Mack & Myer for Hire sau Lost In Space.
În 1967, Keel a popularizat termenul de "Men In Black" într-un articol al revistei de aventuri pentru bărbați Saga, articol intitulat "UFO Agents of Terror" ("Agenții OZN ai terorii"). Potrivit lui Keel, el a căutat inițial să explice că OZN-urile ar reprezenta vizite extraterestre, dar mai târziu a abandonat această ipoteză. În a treia sa carte, UFOs: Operation Trojan Horse (OZN-urile: Operațiunea Calul Troian), publicată în 1970, a făcut legătura între OZN-uri și concepte supranaturale, cum ar fi monștri, fantome și demoni. Keel a folosit termenul de "ultratereștri" pentru a descrie ocupanții OZN, pe care îi considera ca fiind entități non-umane capabile de a lua orice formă doresc.
Cartea din 1975, Profețiile omului-molie se bazează pe investigației sale privind presupusele apariții în Virginia de Vest ale unei uriașe creaturi înaripate denumită "Mothman"/"molie." Cartea combină relatările lui Keel despre primirea unor apeluri telefonice ciudate cu cazurile unor animale de companie găsite mutilate și culminează cu 15 decembrie 1967, când a avut loc prăbușirea podului de argint peste fluviul Ohio. Cartea a fost popularizată intens și a fost adaptată în 2002 într-un film omonim  cu Richard Gere.
Prolific și imaginativ, Keel a fost considerat ca având o influență semnificativă în ufologie și asupra genului fortean.
Keel a locuit mulți ani în cartierul Upper West Side din New York NYC. A fost burlac.
A murit la 3 iulie 2009 în New York NYC, la vârsta de 79 de ani.

## Cărți publicate
- Jadoo (1957)
- The Fickle Finger of Fate (Fawcett, 1966)
- Operation Trojan Horse (1970)
- Strange Creatures From Time and Space (1970)
- Our Haunted Planet (1971)
- The Flying Saucer Subculture (1973)
- The Mothman Prophecies (1975)
- The Eighth Tower (1975)
- The Cosmic Question  (1978)
- Disneyland of the Gods (1988)
- The Complete Guide to Mysterious Beings (1994) (Versiune revizuită a Strange Creatures from Time and Space)
- The Best of John Keel (volum broșat din 2006) (Colecție de articole scrise de Keel în Fate Magazine)